# ブラカン州
ブラカン州（ブラカンしゅう、Province of Bulacan）は、フィリピン北部ルソン島の中部に位置する州である。州都はマロロス市。面積2,625.0km2、人口3,292,071人（2015年）。

## 地理
中部ルソン地方（Central Luzon, Region III）に属し、西にパンパンガ州、北にヌエヴァ・エシハ州、東にカラバルソン地方（CALABARZON, Region IV-A）のケソン州、南にリサール州とメトロ・マニラ（Metro Manila）と言われるマニラ首都圏（National Capital Region, NCR）と接している。海はマニラ湾に面している。
マニラ湾を埋め立て、新マニラ国際空港が建設中である。

## 姉妹都市
- 台湾 嘉義市